# Никольский сельсовет (Абанский район)
Никольский сельсовет — сельское поселение в Абанском районе Красноярского края.
Административный центр — село Никольск.

## Население
| 2010 | 2012 | 2013 | 2014 | 2015 | 2016 | 2017 |
| ---- | ---- | ---- | ---- | ---- | ---- | ---- |
| 601  | ↘568 | ↘540 | ↘522 | ↘506 | ↘495 | ↘480 |
| 2018 | 2019 | 2020 | 2021 |      |      |      |
| ↘464 | ↘442 | ↘433 | ↘414 |      |      |      |

## Состав сельского поселения
| № | Населённый пункт  | Тип населённого пункта       | Население |
| - | ----------------- | ---------------------------- | --------- |
| 1 | Алексеевка        | деревня                      | ↘166      |
| 2 | Воробьевка        | деревня                      | ↘16       |
| 3 | Матвеевка         | деревня                      | ↘50       |
| 4 | Никольск          | село, административный центр | ↘322      |
| 5 | Средние Мангареки | деревня                      | ↘23       |
| 6 | Троицк            | деревня                      | ↘24       |

## Местное самоуправление
Никольский сельский Совет депутатов
Дата избрания: 14.03.2010. Срок полномочий: 5 лет. Количество депутатов: 10
Глава муниципального образования
- Войнич Тамара Ивановна. Дата избрания: 14.03.2010. Срок полномочий: 5 лет